# نادي الجيل موسم 2011–12
شاركَ نادي الجيل في دوري الدرجة الأولى السعودي 2011–12 للمرة الخامسة في تاريخه حيثُ خاض 30 مباراةً نجحَ خلالها في حصدِ 47 نقطة وهو ما مكّنه من احتلالِ السابع في جدول ترتيب الدوري.

## نظرة عامّة
| المنافسة                   | أول مباراة           | آخر مباراة        | الدور الافتتاحي | المركز النهائي | السجل | السجل | السجل | السجل | السجل | السجل | السجل | السجل   |
| المنافسة                   | أول مباراة           | آخر مباراة        | الدور الافتتاحي | المركز النهائي | لعب   | ف     | ت     | خ     | له    | عليه  | ف.أ.  | الفوز % |
| -------------------------- | -------------------- | ----------------- | --------------- | -------------- | ----- | ----- | ----- | ----- | ----- | ----- | ----- | ------- |
| دوري الدرجة الأولى السعودي | 14 أيلول/سبتمبر 2011 | 03 آذار/مارس 2012 | الجولة الأولى   | المركز السابع  | 30    | 12    | 11    | 7     | 32    | 27    | +5    | 040٫00  |
| كأس الملك                  | –                    | –                 | –               | –              | 0     | 0     | 0     | 0     | 0     | 0     | +0    | —       |
| المجموع                    | المجموع              | المجموع           | المجموع         | المجموع        | 30    | 12    | 11    | 7     | 32    | 27    | +5    | 040٫00  |

المصدر: المنافسات

### حصيلة النتائج
| الفريق ╲ الجولة | 1 | 2 | 3 | 4 | 5 | 6 | 7 | 8 | 9 | 10 | 11 | 12 | 13 | 14 | 15 | 16 | 17 | 18 | 19 | 20 | 21 | 22 | 23 | 24 | 25 | 26 | 27 | 28 | 29 | 30 |
| --------------- | - | - | - | - | - | - | - | - | - | -- | -- | -- | -- | -- | -- | -- | -- | -- | -- | -- | -- | -- | -- | -- | -- | -- | -- | -- | -- | -- |
| الجيل           | W | D | W | D | D | W | D | W | W | D  | W  | L  | D  | W  | L  | L  | L  | W  | L  | D  | L  | D  | W  | D  | W  | L  | D  | W  | W  | W  |

### ملخص النتائج
| شامل | شامل | شامل | شامل | شامل | شامل | شامل | شامل | على أرضه | على أرضه | على أرضه | على أرضه | على أرضه | على أرضه | خارج أرضه | خارج أرضه | خارج أرضه | خارج أرضه | خارج أرضه | خارج أرضه |
| لعب  | ف    | ت    | خ    | أ.ل  | أ.ع  | ف.أ  | ن    | ف        | ت        | خ        | أ.ل      | أ.ع      | ف.أ      | ف         | ت         | خ         | أ.ل       | أ.ع       | ف.أ       |
| ---- | ---- | ---- | ---- | ---- | ---- | ---- | ---- | -------- | -------- | -------- | -------- | -------- | -------- | --------- | --------- | --------- | --------- | --------- | --------- |
| 30   | 12   | 11   | 7    | 32   | 27   | +5   | 47   | 7        | 3        | 4        | 19       | 14       | +5       | 5         | 8         | 3         | 13        | 13        | 0         |

## الدوري

### معلومات عامّة
بداية الدوري
بدأ نادي الجيل موسمه بقوّة حيثُ تمكّن في الجولة الافتتاحيّة من تحقيقِ انتصارٍ مهمٍ على حسابِ نادي الخليج بهدفينِ مقابل واحد داخل الديار، ثمّ تعادل في الجولة المواليّة أمام نادي الرياض من دون أهداف وذلك في العاصِمة السعودية الرياض، وأعقبها بفوزٍ هو الثاني له في الدوري في ظرفِ ثلاث مباريات وجاء هذه المرة في الثلاثين من أيلول/سبتمبر 2011 على حسابِ نادي الصقور.
دخل الجيل بعدها في داومةٍ من التعادلات حيثُ عاد في الجولة الرابعة من الدمام بنقطة تعادل ثمينة بعدما فرض على نادي النهضة تعادلًا سلبيًا، لكنّه وقع في نفس الفخّ في مباراة مثيرة في الجولة الخامسة حينما تعادل الجيل مع نظيرهِ الوحدة بثلاثة أهدافٍ في كلّ شبكة، ثمّ تعادل من جديدٍ في الجولة السابعة أمام نادي ضمك في معقل هذا الأخير بمدينة خميس مشيط بهدفٍ في كلّ شبكة.
عاد الجيل لسكّة الانتصارات حينما تمكّن في الجولة الثامنة من تحقيقِ انتصارٍ مهمٍ على حسابِ نادي الوطني بهدفٍ نظيفٍ في الأحساء، ثمّ كرر نفس السيناريو وبنفس النتيجة على حسابِ نادي أبها في الجولة التاسعة بمدينة الأمير سلطان بن عبد العزيز الرياضية في الأول من كانون الأول/ديسمبر 2011، قبل أن يتعادل في الجولة المواليّة أمام الحزم في ملعب الأمير عبد الله بن جلوي بمدينة الأحساء، ثمّ تدارك الأمر حينما فاز على نادي الباطن في ملعبه بمدينة حفر الباطن بهدفٍ نظيف.
في عشر جولاتٍ لعبها، تمكّن الجيل من تحقيقِ الفوز في خمس مبارياتٍ وتعادل مثلها جامعًا بذلك 15 نقطة وفارضًا نفسه بقوّة في فرق المقدمة.
منتصف الدوري
تعرض الجيل في أول مباراةٍ له في النصف الثاني من الدوري لخسارةٍ هي الأولى له هذا الموسم بعد عشرِ جولاتٍ من النتائج الإيجابيّة. جاءت الخسارة هذه المرة أمام نادي الشعلة بهدفينِ مقابل واحد في ملعب الأمير عبد الله بن جلوي بالأحساء، لكنّ الجيل نجح في تدارك الأمور نوعًا ما بعد التعادل سلبيًا في سكاكا أمام نادي العروبة، قبل أن يعود لسكّة الانتصارات حينما تغلَّب على نادي أحد بهدفينِ نظيفينِ داخل الديار.
واصل الجيل صحوته القويّة حينما تغلّب في الجولة السادسة المؤجّلة على نادي حطين بأربعة أهداف مقابل ثلاثة في الأحساء، لكنّ الأمور بدأت تسوء حينما خسر أمام نادي الطائي بهدفينِ مقابل واحد في ملعب الأمير عبد العزيز بن مساعد بمدينة حائل في العشرين من كانون الثاني/يناير 2012، وهي النتيجة التي أثرت على أداء الفريق بشكل كبير حيثُ خسر من جديدٍ في سيهات أمام نادي الخليج بهدفينِ نظيفين، وازدادت الأمور تعقيدًا حينما تعرض النادي الأحسائي لخسارة هي الثالثة تواليًا وجاءت هذه المرة أمام نادي الرياض في ملعب الأمير عبد الله بن جلوي مُضيّعًا المزيد من النقاط.
تدارك النادي الأحسائي الأمر نوعًا ما فربح في الجولة الثامنة عشر نادي الصقور بهدفينِ نظيفين في ملعب مدينة الملك خالد الرياضية بتبوك، لكنّه عاد لدوّامة الخسائر من جديدٍ حينما تعرض لخسارة مفاجئة أمام النهضة بهدفٍ نظيفٍ في الأحساء، ثمَ تعادل في الجولة العشرين أمام نادي الوحدة بهدفٍ في كلّ شبكة في ملعب الملك عبد العزيز بمدينة مكة.
كان منتصف الدوري سيئًا نوعًا ما للجيل مقارنة ببدايته، فمن أصل عشر مباريات لعبها؛ فاز النادي الأحسائي في ثلاث مبارياتٍ فقط وتعادل في مبارتين بينما خسر في خمس مبارياتٍ كاملةٍ جامعًا بذلك 11 نقطة فقط من أصلِ 30 ممكنة.
نهاية الدوري
تعرض الجيل في الجولة الواحدة والعشرين لخسارة قاسيّة حينما اكتُسح على يدِ نادي حطين بأربعة أهداف مقابل واحد في جازان، لكنّه استعاد زمام المبادرة سريعًا فمع أنه تعادل من دون أهدافٍ داخل الديار أمام نادي ضمك، إلّا أنه اكتسحَ نادي الوطني في ملعبِ هذا الأخير بمدينة تبوك بثلاثة أهداف مقابل هدفٍ وحيد في السادس عشر من آذار/مارس 2012.
عاد الجيل ليتعادل على أرضيّة ملعبه بعدما فرض عليهِ أبها تعادلًا بهدفٍ في كلّ شبكة في الجولة الرابعة والعشرين، ثمّ عاد من جديدٍ لتحقيق الفوز خارج الديار حينما حقَّق بل اقتنصَ انتصارًا مثيرًا على حساب الحزم في محافظة الرس بثلاثة أهداف مقابل اثنين، قبل أن يقع في فخّ الباطن الذي فاز عليه في عُقر الدار بهدفينِ نظيفين مكبّدًا النادي الأحسائي الخسارة السابعة هذا الموسم.
تراجعت نتائج الجيل فتراجع معها في جدول الترتيب حيثُ صار في المركز التاسع بعدما كان في وقتٍ ما في المركز الخامس. بدأ النادي الأحسائي تصحيح الأوضاع فعاد من محافظة الخرج بنقطة تعادل ثمينة حينما فرض على الشعلة تعادلًا من دون أهداف، ثمّ حقق العلامة الكاملة في الجولة المواليّة حينما فاز بصعوبةٍ على أرضيّة ملعبه على نادي العروبة بهدفٍ نظيف، وواصل سلسلة نتائجة الإيجابيّة حينما صعق غريمهُ أحد في المدينة المنورة جامعًا سبع نقاطٍ من ثلاث مباريات، قبل أن يختتم موسمه بانتصارٍ بهدفٍ واحدٍ على نادي الطائي.
حقَّقَ الجيل خمس انتصارات (ثلاثة منها على التوالي) وتعادل في ثلاثة بينما خسر مبارتينِ فقط حاصدًا 18 نقطة في عشر مباريات وواصلًا للنقطة الـ 47 في المجموع الكليّ وهي النقطة التي مكّنتهُ من حصدِ المركز السابع مناصفةً مع نادي الطائي الذي حلَّ سادسًا بنفس العدد من النقاط.

### قائمة المباريات
جدول الترتيب
لعب نادي الجيل ثلاثين جولة ففاز في 12 مباراة وتعادل في 11 بينما خسر في 7 فقط حاصدًا بذلك 47 نقطة وهو ما مكّنه من احتلال المركز السابع في جدول الترتيب مناصفةً مع نادي الطائي بنفس عدد النقاط. سجَّل النادي الأحسائي في مبارياته الثلاثين ما مجموعهُ 32 هدفًا (بمعدل 1.06 في كلّ مباراة) بينما تلقَّت شباكه 27 هدفًا (بمعدل 0.9 في كلّ مباراة). جاء نادي الجيل خلفَ نادي الطائي الذي حصد نفس العدد من النقاط من 12 انتصارًا هو الآخر و11 تعادلًا و7 هزائم، بينما جاء خلف الحيل نادي الخليج الذي جمع 43 هدفًا بفارق أربع نقاطٍ عن النادي الأحسائي. جمع الخليج هذا العدد من النقاط من 12 انتصارًا و7 تعادلات مقابل 11 هزيمة.
| المركز | النادي                  | لعب | فاز | تعادل | خسر | نقاط | تأهل أو هبط                         |
| ------ | ----------------------- | --- | --- | ----- | --- | ---- | ----------------------------------- |
| 1      | نادي الشعلة (السعودية)  | 30  | 15  | 10    | 5   | 55   | تأهل إلى دوري المحترفين السعودي     |
| 2      | نادي الوحدة (السعودية)  | 30  | 15  | 9     | 6   | 54   | تأهل إلى دوري المحترفين السعودي     |
| 3      | نادي النهضة (السعودية)  | 30  | 14  | 10    | 6   | 52   |                                     |
| 4      | نادي أبها               | 30  | 14  | 7     | 9   | 49   |                                     |
| 5      | نادي الحزم              | 30  | 13  | 9     | 8   | 48   |                                     |
| 6      | نادي الطائي             | 30  | 12  | 11    | 7   | 47   |                                     |
| 7      | نادي الجيل              | 30  | 12  | 11    | 7   | 47   |                                     |
| 8      | نادي الخليج (السعودية)  | 30  | 12  | 7     | 11  | 43   |                                     |
| 9      | نادي حطين (السعودية)    | 30  | 10  | 8     | 12  | 38   |                                     |
| 10     | نادي العروبة (السعودية) | 30  | 10  | 7     | 13  | 37   |                                     |
| 11     | نادي الوطني             | 30  | 10  | 6     | 14  | 36   |                                     |
| 12     | نادي الرياض             | 30  | 7   | 13    | 10  | 34   |                                     |
| 13     | نادي الباطن             | 30  | 8   | 10    | 12  | 34   |                                     |
| 14     | نادي أحد                | 30  | 7   | 7     | 16  | 28   | هبط إلى دوري الدرجة الثانية السعودي |
| 15     | نادي ضمك                | 30  | 6   | 8     | 16  | 26   | هبط إلى دوري الدرجة الثانية السعودي |
| 16     | نادي الصقور             | 30  | 6   | 5     | 19  | 23   | هبط إلى دوري الدرجة الثانية السعودي |

قائمة المباريات
هذه قائمة مباريات نادي الجيل في دوري الدرجة الأولى السعودي موسم 2011–12:
| 14 سبتمبر 2011 1 | الجيل | 2 – 1 | الخليج | الأحساء                              |
| 16:00            |       |       |        | الملعب: ملعب الأمير عبد الله بن جلوي |

| 22 سبتمبر 2011 2 | الرياض | 0 – 0 | الجيل | الرياض                               |
| 14:00            |        |       |       | الملعب: ملعب الأمير تركي بن عبد العز |

| 30 سبتمبر 2011 3 | الجيل | 1 – 0 | الصقور | الأحساء                              |
| 19:00            |       |       |        | الملعب: ملعب الأمير عبد الله بن جلوي |

| 06 أكتوبر 2011 4 | النهضة | 0 – 0 | الجيل | الدمام                          |
| 15:00            |        |       |       | الملعب: ملعب الأمير محمد بن فهد |

| 13 أكتوبر 2011 5 | الجيل | 3 – 3 | الوحدة | الأحساء                              |
| 18:00            |       |       |        | الملعب: ملعب الأمير عبد الله بن جلوي |

| 17 نوفمبر 2011 7 | ضمك | 1 – 1 | الجيل | خميس مشيط                               |
| 14:00            |     |       |       | الملعب: ملعب الأمير سلطان بن عبد العزيز |

| 25 نوفمبر 2011 8 | الجيل | 1 – 0 | الوطني | الأحساء                              |
| 17:00            |       |       |        | الملعب: ملعب الأمير عبد الله بن جلوي |

| 01 ديسمبر 2011 9 | أبها | 0 – 1 | الجيل | أبها                                              |
| 13:00            |      |       |       | الملعب: مدينة الأمير سلطان بن عبد العزيز الرياضية |

| 08 ديسمبر 2011 10 | الجيل | 0 – 0 | الحزم | الأحساء                              |
| 15:40             |       |       |       | الملعب: ملعب الأمير عبد الله بن جلوي |

| 15 ديسمبر 2011 11 | الباطن | 0 – 1 | الجيل | حفر الباطن               |
| 16:00             |        |       |       | الملعب: ملعب نادي الباطن |

| 25 ديسمبر 2011 12 | الجيل | 1 – 2 | الشعلة | الأحساء                              |
| 18:00             |       |       |        | الملعب: ملعب الأمير عبد الله بن جلوي |

| 29 ديسمبر 2011 13 | العروبة | 0 – 0 | الجيل | سكاكا                     |
| 16:00             |         |       |       | الملعب: ملعب نادي العروبة |

| 06 يناير 2012 14 | الجيل | 2 – 0 | أحد | الأحساء                              |
| 15:00            |       |       |     | الملعب: ملعب الأمير عبد الله بن جلوي |

| 12 يناير 2016 6 | الجيل | 4 – 3 | حطين | الأحساء                              |
| 13:40           |       |       |      | الملعب: ملعب الأمير عبد الله بن جلوي |

| 20 يناير 2012 15 | الطائي | 2 – 1 | الجيل | حائل                                    |
| 18:00            |        |       |       | الملعب: ملعب الأمير عبد العزيز بن مساعد |

| 26 يناير 2012 16 | الخليج | 2 – 0 | الجيل | سيهات                    |
| 13:35            |        |       |       | الملعب: ملعب نادي الخليج |

| 02 فبراير 2012 17 | الجيل | 0 – 1 | الرياض | الأحساء                              |
| 14:00             |       |       |        | الملعب: ملعب الأمير عبد الله بن جلوي |

| 10 فبراير 2012 18 | الصقور | 0 – 2 | الجيل | تبوك                                   |
| 16:00             |        |       |       | الملعب: ملعب مدينة الملك خالد الرياضية |

| 16 فبراير 2012 19 | الجيل | 0 – 1 | النهضة | الأحساء                              |
| 14:00             |       |       |        | الملعب: ملعب الأمير عبد الله بن جلوي |

| 24 فبراير 2012 20 | الوحدة | 1 – 1 | الجيل | مكة                           |
| 18:00             |        |       |       | الملعب: ملعب الملك عبد العزيز |

| 01 مارس 2012 21 | حطين | 4 – 1 | الجيل | جازان                             |
| 14:00           |      |       |       | الملعب: مدينة الملك فيصل الرياضية |

| 07 مارس 2012 22 | الجيل | 0 – 0 | ضمك | الأحساء                              |
| 18:00           |       |       |     | الملعب: ملعب الأمير عبد الله بن جلوي |

| 16 مارس 2012 23 | الوطني | 1 – 3 | الجيل | تبوك                                  |
| 15:00           |        |       |       | الملعب: ملعب الملك خالد بن عبد العزيز |

| 21 مارس 2012 24 | الجيل | 1 – 1 | أبها | الأحساء                              |
| 14:35           |       |       |      | الملعب: ملعب الأمير عبد الله بن جلوي |

| 28 مارس 2012 25 | الحزم | 2 – 3 | الجيل | الرس                    |
| 18:00           |       |       |       | الملعب: ملعب نادي الحزم |

| 06 أبريل 2012 26 | الجيل | 0 – 2 | الباطن | الأحساء                              |
| 17:50            |       |       |        | الملعب: ملعب الأمير عبد الله بن جلوي |

| 12 أبريل 2012 27 | الشعلة | 0 – 0 | الجيل | الخرج                    |
| 14:00            |        |       |       | الملعب: ملعب نادي الشعلة |

| 18 أبريل 2012 28 | الجيل | 1 – 0 | العروبة | الأحساء                              |
| 14:00            |       |       |         | الملعب: ملعب الأمير عبد الله بن جلوي |

| 27 أبريل 2012 29 | أحد | 0 – 1 | الجيل | المدينة المنورة                        |
| 13:55            |     |       |       | الملعب: ملعب الأمير محمد بن عبد العزيز |

| 03 مايو 2012 30 | الجيل | 1 – 0 | الطائي | الأحساء                              |
| 16:00           |       |       |        | الملعب: ملعب الأمير عبد الله بن جلوي |

### إحصائيات
- سجّل الجيل 32 هدفًا (بمعدل 1.06 في كلّ مباراة) بينما تلقّت شباكه 27 هدفًا (بمعدل 0.9 في كل مباراة).
  - سجّل الجيل 19 هدفًا في المباريات التي خاضها على أرضيّة ملعبه بينما تلقَّى 14 هدفًا.
  - سجّل الجيل 13 هدفًا خارج دياره وتلقَّى في مقابل ذلك 13 هدفًا أيضًا.
- خسر الجيل ثلاث مباريات على التوالي وذلك من الجولة الخامسة عشر حتى الجولة السابعة عشر.
  - حقَّقَ الجيل ثلاث انتصاراتٍ على التوالي وذلك من الجولة الثامنة والعشرين حتى الجولة الثلاثين.
- أكبر انتصارٍ حقّقه نادي الجيل في الموسم الكرويّ 2011–12 كان خارج ميدانهِ على حسابِ نادي الوطني بثلاثة أهداف مقابل واحد في الجولة الثالثة والعشرين.
  - أكبر خسارةٍ تعرض لها النادي الأحسائي كانت في الجولة الواحدة والعشرين حينما سُحق في جازان أمام نادي حطين بأربعة أهداف مقابل هدفٍ وحيدٍ.